# Pagani Zonda Revolucion
El Pagani Zonda Revolucion es un automóvil superdeportivo producido por la empresa italiana Pagani creada por el argentino Horacio Pagani con sede en San Cesario sul Panaro, Módena, Italia. Cuesta 2,2 millones de euros más impuestos. Es por tanto uno de los coches más caros del mundo y también uno de los más exclusivos.
El chasis es de carbotitanio y los frenos fabricados por Brembo son un 15% más ligeros que los anteriores, haciendo que el conjunto pese solo 1070 kg (2359 lb), 20 kilos menos que en el Pagani Zonda R en el que el peso rondaba los 1070 kg (2359 lb), Es un peso realmente reducido si tenemos en cuenta que el motor 6.0 V12 fabricado por AMG desarrolla 791 CV (582 kW; 780 HP) y 730 N·m (538 lb·pie) de par.
El control de tracción desarrollado por Bosch tiene 12 modos diferentes para adaptarse a los distintos tipos de conducción dependiendo de las circunstancias. El sistema de ABS también ha mejorado, de forma que su comportamiento en conducción deportiva es más preciso respecto a su predecesor.
En lo que respecta a la aerodinámica, apreciamos novedades en la parte delantera dónde las aletas delanteras reciben nuevos alerones de considerable tamaño. También se ha añadido un nuevo estabilizador que une el habitáculo con el alerón trasero, y sin duda la novedad aerodinámica más importante es el sistema DRS inspirado en el que utilizan los coches de Fórmula 1. Tiene dos modos de funcionamiento.